# Juraj Janošovský
Juraj Janošovský (* 28. července 1953, Nové Mesto nad Váhom) je slovenský publicista, aktivista, politik, podnikatel a poslední předseda SZM do roku 1989 na Slovensku, člen KSČ a KSS.

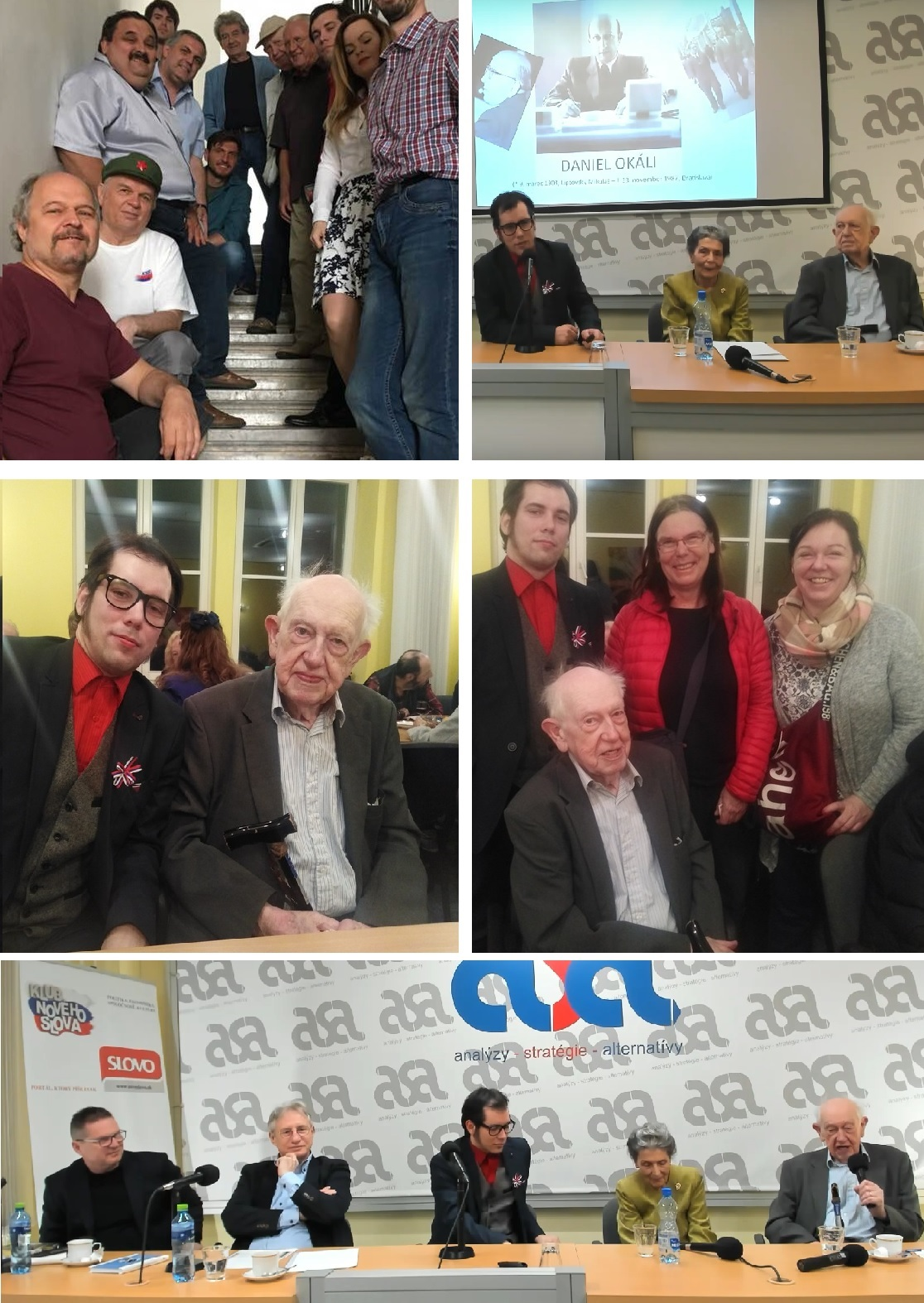
Janošovský hore vlevo s redakcií DAV DVA s Ivanem Okálim, synem Daniela Okáliho

V 90. letech působil jako předseda Svazu komunistů Slovenska a Komunistické strany Slovenska. V roce 2009 kandidoval na předsedu bratislavského samosprávného kraje za stranu Úsvit.
Před rocem 1989 psal pro Mladú frontu, Směna, Mladý svět, Rozlety a Pravda. Po roce 1989 psal do Listů, Hálo novin, časopisu Alterantiva, Britských listu, Pravdy, Nového Slova, Alternativy.sk a DAV DVA.
V současnosti působí jako člen redakce časopisu DAV DVA. Je členem organizace Liga národní a sociální záchrany a Stálé konference radikální ľavice.
Je členem Slovenského svazu protifašistických bojovníků, člen Slovenského syndikátu novinářů a k roku 2010 - vydavatel Agentura IQ + Janošovský.

## Dílo
- Čo robiť? In: DAV DVA, 2019 [20]
- Sci-fi poviedka Utópia 2148, svet po dystopii 2048 (sci-fi povídka; Juraj Janošovský, Lukáš Perný). In: DAV DVA, IV. 1/2018[21]
- Juraj Janošovský o víziách ľavice pre 21. storočie. In: DAV DVA, 2018
- Predstavujeme vydavateľstvo Agentúra IQ+Janošovský (Katarína Mikluščinová, Juraj Janošovský). In: Knižná revue. Roč. 11, č. 9, 2001, ISSN 1210-1982
- Drahá a nestabilná bezpečnosť v NATO; (Ne)bezpečnosť Slovenska; Poznámky k politickej analýze súčasnej situácie na Slovensku; K niektorým aspektom pôsobenia stúpencov neutrality medzi verejnosťou. In: Neutralita. Slovakia plus. Bratislava: Stála konferencia slovenskej inteligencie Slovakia Plus, 1999
- Mocní, nemocní, bezmocní. In: Slovo: almanach vedeckých úvah a umeleckých aktivít. č. 2, 1999
- Egon Bondy Filozof? Prognostik? Provokatér? : v kapitalizme?- Aj na šibenici vyžijeme! (s hosťom Slova sa rozpráva Juraj Janošovský). In: Slovo. Politicko-spoločenský týždenník. Roč. 1, č. 1, 1999
- Spoločné úsilie o pozdvihnutie Slovenska musí mať programový základ. Slovakia plus. Bratislava : Stála konferencia slovenskej inteligencie Slovakia Plus, 1997
- Archa vinných. In: Slovo, 1996
- Slovensko - to je čistota : Hovoríme so spisovateľom Ladislavom Řezníčkom (Ladislav Řezníček, Juraj Janošovský). In: Literárny týždenník. Roč. 8, č. 9 (1995), s. 13, ISSN 0862-5999
- Politická ľavica na Slovensku - príležitosti, možnosti a záväzky pre jej účasť na emancipačnom procese zvrchovanosti Slovenska. Bratislava: Stála konferencia slovenskej inteligencie Slovakia Plus, 1995
- Programové vyhlásenie vlády zblízka. In: Republika. Roč. 2, č. 82, 1994
- Privatizovať našu empíriu: Hovoríme so spisovateľom a filozofom Egonom Bondym (Egon Bondy, Juraj Janošovský) In: Literárny týždenník. Roč. 7, č. 7, 1994
- Proti čierno-bielemu videniu (Juraj Jánošovský, Bohumil Olach). In: Národná obroda. Roč. 3, č. 99 (27. 4. 1992), s. 3
- Berte nás takých, akí sme: S Jurajom Janošovským o politike Zväzu komunistov Slovenska (Juraj Janošovský, Martin Krno), Pravda Sobotník. Roč. 2(73), č. 63 (14. 3. 1992)
- Od totality k bezradnosti : Z Úvodného slova predsedu Výkonného výboru SÚV SZM Juraja Janošovského. In: Smena. Roč. 43, č. 6, 1990
- Štrngnú si za okrúhlym stolom? (Juraj Janošovský, Iveta Bahýlová, Pavol Komár). In: Smena. Roč. 43, č. 35 (10. 2. 1990
- Z diskusie na zasadaní Ústredného výboru KSS (Júlia Trnavská, Štefan Rybár, Ľudovít Kilár, František Gešvantner, Anna Ábelovičová, Beáta Kacejová, Anton Blažej, Juraj Janošovský, Mária Hadušovská). In: Pravda . - Roč. 70, č. 111, 1989
- Hlas mládeže. In: Práca. Roč. 44, č. 153, 1989
- Dialóg v Dubline a Londýne (Juraj Janošovský, Michal Havran). In: Smena . - Roč. 42, č. 29 (3. 2. 1989),
- Držíme kurz prestavby : Zo Správy Predsedníctva SÚV SZM k realizácii záverov IV. zjazdu SZM a zjazdu SZM v SSR v rokoch 1988 a 1989, ktorú predniesol Juraj Janošovský. In: Smena. Roč. 41, č. 295, 1988
- Hodnotenie podielu SZM v SSR na urýchľovaní robotizácie. In: Mládež a robotizácia. Smena, 1986
- Nečakať na budúcnosť so založenými rukami (Zuzana Mladá, Juraj Janošovský). In: Práca. Roč. 41, č. 46 (24. 2. 1986)[22]